# Simatűjű szálkásfenyő
A simatűjű szálkásfenyő (szálkástobozú fenyő, Pinus longaeva) a fenyőfélék családjába tartozó, esetenként nagyon hosszú életű fafaj, amely az Egyesült Államok délnyugati, hegyvidéki területein őshonos. A szálkástobozú fenyőt angol nyelvterületeken  "Bristlescone pine" azaz nyugati szálkásfenyő néven szokták nevezni. Egyik példánya – amelynek helyét titokban tartják, de annyit tudni róla, hogy Kalifornia állam keleti részén, a Sierra Nevadával párhuzamosan futó Fehér-hegységben (White Mountains) él – a legidősebb nem telepes élőlény a Földön: 2013-ban 5062 éves volt.

## Megjelenése, felépítése
E közepes méretű fafaj magassága 5–15 méter, miközben törzsének átmérője 2,5–3,6 méter lehet. Vékony, világos sárgás-narancssárga kérge a törzs alsó részén pikkelyesedik. Vaskos, sötétzöld, 2,5–4 cm hosszú tűlevelei ötösével  állnak; külső részük kékeszöld árnyalatú. Lélegzőnyílásai fehér sávként különülnek el a levelek belső részein. E növény tűlevelei a világon a legtovább megmaradó levelek: egyesek akár 45 évig is. Az idősebb fák — különösen a magasabb hegyvidéki régiókban élők — külseje viharvert, satnya. Ezek kérge vörösesbarna, mélyen barázdált. Ahogy a fa idősödik, egyre több részén hal el a vaszkuláris kambium. Más nagyon idős egyedeknél előfordul, hogy már csak egy nagyon vékony élő szövetréteg az, amely a kéreg alatt a tápanyagokat szállítja a fa lombkoronájába.
5–10 centiméter hosszú tobozai oválisan hengeresek, szélességük zárt állapotban három-négy centiméter. Előbb zöld, vagy lilás színűek, majd narancssárgás színűre érnek 16 hónapos korukban, majd számtalan törékeny részre hámlanak, melyek mindegyike 2–5 milliméter hosszúságú. A tobozok 4–6 cm-esre nyílnak szét, amikor megérnek, majd elkezdik hullatni a magjaikat közvetlenül a kinyílásukat követően. A magok 5 mm hosszúak és szárnyaik 12-22 milliméteres hosszúságúak, melyek többnyire a szelek segítségével jutnak el csírázási helyükre, ám más esetekben az amerikai fenyőszajkó (mogyorószajkó, Nucifraga columbiana) viszi magával.
A Pinus longaeva egyedei abban térnek el a Pinus aristata egyedeitől, hogy leveleiken két gyantacsatorna található, melyek folytonosak és megszakítás nélküliek, tehát hiányoznak róluk a Pinus aristatára jellemző fehér gyantapettyek.
A P. longaeva és a Pinus balfouriana egyedei abban különböznek, hogy a P. longaeva tobozszálkái 2 milliméternél hosszabbak és a tobozok alapja jóval kerekebb. A zöld tűlevelek a megtekeredett ágakon olyan látszatot nyújtanak, mint az üvegmosó kefe.
A „szálkásfenyő” nevet azért kapta, mert sötétlila nőivarú tobozain görbe tüskék nőnek.

## Elterjedése
Egyedei Nevadában, Utahban és Kalifornia keleti részein őshonosak. Kaliforniában korlátozott számban fordul elő a Fehér-hegységben, az Inyo-hegységben, és a Panamint-hegységben, Mono és Inyo megyékben. Nevadában a Las Vegas melletti Spring-hegységtől kezdődően, északi irányban a Ruby-hegységig, valamint Utahban a Wasatch-hegységben fordul elő.
A szálkásfenyők védettek az Államok kormányzatai által birtokolt földterületeken, például a kaliforniai Fehér-hegységben kialakított Ancient Bristlecone Pine Forestben, az Inyo National Forestben, illetve a Great Basin Nemzeti Parkban. Ezeken a helyeken tilos őket kivágni, illetve gyűjteni.

## A legidősebb példányok
A kaliforniai Ancient Bristlecone Pine Forestben, Bishop város közelében élő egyik példány beceneve Matuzsálem-fa; ez 2013-ban 4845 éves volt. Életkorát egy, az erdészetben használatos kormeghatározó eszközzel, a növekménymérővel határozzák meg. Pontos helyét nem árulják el, mert a korábbi rekordert, a Prométheusz-fát 1964-ben kivágták.

## Fordítás
Ez a szócikk részben vagy egészben  a   Pinus longaeva című angol Wikipédia-szócikk ezen változatának fordításán alapul.  Az eredeti cikk szerkesztőit annak laptörténete sorolja fel. Ez a jelzés csupán a megfogalmazás eredetét és a szerzői jogokat jelzi, nem szolgál a cikkben szereplő információk forrásmegjelöléseként.